# Доходный дом Басина
Доходный дом Басина — бывший доходный дом в Санкт-Петербурге, расположенный на углу площади Островского (дом 5) и переулка Крылова (дом 7).
Пятиэтажный дом был построен архитектором и будущим владельцем этого здания Николаем Басиным в 1878 и 1879 годах. В проекте строительства участвовал Николай Никонов. Дом был построен в период популярности так называемого неорусского стиля, вдохновлявшегося творениями московских и ярославских зодчих. Фасад дома обильно украшен лепниной и элементами, характерными для русской декоративной резьбы и вышивки. Предположительно все декоративные элементы здания были выполнены по рисункам архитекторов Никонова и Ропета. Каждое окно фасада украшено полотенцами, наличниками в резном стиле, разделены между собой столбами-кубышками. Карниз украшает ряд кокошников. Больший объём зданию придают эркеры и башня с луковицей и шатровой кровлей.
Оценка здания среди современников была неоднозначной, одни называли дом Басина смелым и ярким образцом неорусского стиля (например, художественный критик Владимир Стасов называл здание ярким воплощением «национального направления»). Однако причиной споров стало строительство здания на площади Островского, в составе классицистического ансамбля, сформированного важными культурными учреждениями, построенными по проекту Карла Росси. Дом Басина критиковали за то, что он слишком конфликтовал или диссонировал с окружающей постройкой.
Дом Басина задумывался как доходный дом для состоятельных горожан. Первые его этажи сдавались под магазины и конторы. Здесь в начале XX века располагались магазин «Крымские вина» и книжное издательство Н. Г. Мартынова, продававшее сочинения русских писателей, книги по морскому делу, театральные мемуаров, ноты, учебники итд. На верхних этажах селились генералы, купцы, чиновники высших рангов и аристократы.
С домом Басина связана легенда, согласно которой Александр III, увидев во время прогулки фасад здания, увлёкся русскими традициями, отрастил бороду и сменил обмундирование русской армии, в частности, ввёл высокие сапоги и шаровары для офицеров, чтобы придать им более «русский» вид. По другой версии, появление дома Басина в составе классицистического ансамбля Росси появилось при покровительстве уже увлечённого русской культурой Александра III, чья резиденция располагалась поблизости в Аничковом дворце
Басин оставался хозяином дома вплоть до Октябрьской революции, после чего дом был национализирован. В настоящее время дом является жилым, в нём живут актёры и режиссёры.